# Conocephalus urcitanus
Conocephalus urcitanus är en insektsart som beskrevs av Barranco, Aguirre och Pascual 1996. Conocephalus urcitanus ingår i släktet Conocephalus och familjen vårtbitare. Inga underarter finns listade i Catalogue of Life.